# Huy (Alemanha)
Huy é um município da Alemanha, situado no distrito de Harz, no estado de Saxônia-Anhalt. Tem 167,28 km² de área, e sua população em 2019 foi estimada em 7.139 habitantes.